# Mario Lehner
Mario Lehner (* 1. Juni 1950; † 3. Februar 2010) war ein deutscher Sänger. Er war Leadsänger der Münchener Band Zauberberg.

## Leben
Lehner wuchs in Elkofen auf, studierte Germanistik und wurde später Berufsmusiker. 1966 gründete er mit Hans Bialas und Mike Huber seine erste Beatband Three for Sale, inspiriert von Beatles For Sale. 1971 gründete er mit Mike Huber die Band Zauberberg, die neununddreißig Jahre bestand. Konstantin Wecker war kurzzeitig Mitglied.
1978 war er Sänger des Rock Requiems in München. Mit dem Schlager Gib mir mehr davon war Mario Lehner für kurze Zeit in einigen Hitparaden notiert, in die Charts schaffte es dieser Song jedoch nicht.
Unter dem Pseudonym Mario Jordan erreichte er 1992 mit dem Lied Welch ein Tag in den Deutschen Singlecharts Platz 7. Auf der B-Seite der Single war eine englischsprachige Version des Liedes, A lovely day. Das Lied Welch ein Tag wurde auch für die Diebels-Werbung verwendet. 1992 erhielt er unter seinem Pseudonym Mario Jordan die Auszeichnung Goldene Stimmgabel.
Am 3. Februar 2010 starb er am plötzlichen Herztod.

## Alben
- 1975: Mario Lehner, Polydor
- 1992: Welch ein Tag, BMG Ariola, als Mario Jordan

## Singles
- 1975: Gib mir mehr davon (Polydor 2041 680)
- 1978: Summer’s Here (Ariola – 15 706 AT)[7]
- 1988: Just a game (mit Christof Bachmeier; EBE-Team 11 11 88)[8]
- 1992: Welch ein Tag (als Mario Jordan; BMG Ariola)
- 2024: What is up (mit Christof Bachmeier; 1992 aufgenommen)

## Auszeichnungen
- 1992: Goldene Stimmgabel